# تپه گورستان مارگان
تپه قبرستان مارگان مربوط به سده‌های میانه دوران‌های تاریخی پس از اسلام است و در شهرستان زابل، بخش میان کنگی، روستای مارگان واقع شده و این اثر در تاریخ ۷ مهر ۱۳۸۱ با شمارهٔ ثبت ۶۴۸۹ به‌عنوان یکی از آثار ملی ایران به ثبت رسیده است.